# 2022-es labdarúgó-világbajnokság-selejtező (AFC – 3. forduló)
A 2022-es labdarúgó-világbajnokság ázsiai selejtezőjének 3. fordulójának mérkőzéseit 2021. szeptember 2. és 2022. március 29. között játszották.

## Formátum
A második forduló 12 továbbjutója vett részt. A csapatokat két darab hatcsapatos csoportba sorsolták, ahol körmérkőzéses oda-visszavágós rendszerben mérkőztek meg egymással. A két csoportgyőztes és a két csoportmásodik kijutott a világbajnokságra, a harmadik helyezettek a negyedik fordulóba kerültek.

## Résztvevők
| Csoport (2. forduló) | Győztes                 | Második (Legjobb 5) |
| -------------------- | ----------------------- | ------------------- |
| A                    | Szíria                  | Kína                |
| B                    | Ausztrália              | —                   |
| C                    | Irán                    | Irak                |
| D                    | Szaúd-Arábia            | —                   |
| E                    | Katar                   | Omán                |
| F                    | Japán                   | —                   |
| G                    | Egyesült Arab Emírségek | Vietnám             |
| H                    | Dél-Korea               | Libanon             |

1. ↑  Katar rendezőként a 2022-es világbajnokság rendezője, a selejtezőben a 2023-as Ázsia kupára kijutás érdekében szerepelt.

## Kiemelés és sorsolás
A harmadik forduló sorsolását 2021. július 1-jén tartották.
A kiemelés alapja a FIFA-világranglista 2021. június 18-án közzétett speciális verziója volt.
Mindegyik csoportba egy csapat került mindegyik kalapból. A párosítások automatikusan az adott csapatok kalapja alapján álltak össze.
| 1. kalap                   | 2. kalap                             | 3. kalap                                             |
| -------------------------- | ------------------------------------ | ---------------------------------------------------- |
| 1. Japán (1.) 2. Irán (2.) | 1. Ausztrália (3.) 2. Dél-Korea (4.) | 1. Szaúd-Arábia (6.) 2. Egyesült Arab Emírségek (7.) |
| 4. kalap                   | 5. kalap                             | 6. kalap                                             |
| 1. Irak (8.) 2. Kína (9.)  | 1. Omán (10.) 2. Szíria (11.)        | 1. Vietnám (13.) 2. Libanon (16.)                    |

## Naptár
A Covid19-pandémia miatt a FIFA 2020. augusztus 12-én a mérkőzéseket 2021-re helyezte át. November 11-én az AFC bejelentette, hogy az ázsiai selejtezők harmadik fordulójára 2021 szeptembere és 2022 márciusa között kerül sor.
| Játéknap     | Dátum               | Eredeti dátum       |
| ------------ | ------------------- | ------------------- |
| 1. játéknap  | 2021. szeptember 2. | 2020. szeptember 3. |
| 2. játéknap  | 2021. szeptember 7. | 2020. szeptember 8. |
| 3. játéknap  | 2021. október 7.    | 2020. október 13.   |
| 4. játéknap  | 2021. október 12.   | 2020. november 12.  |
| 5. játéknap  | 2021. november 11.  | 2020. november 17.  |
| 6. játéknap  | 2021. november 16.  | 2021. március 25.   |
| 7. játéknap  | 2022. január 27.    | 2021. március 30.   |
| 8. játéknap  | 2022. február 1.    | 2021. június 8.     |
| 9. játéknap  | 2022. március 24.   | 2021. szeptember 7. |
| 10. játéknap | 2022. március 29.   | 2021. október 12.   |

## Csoportok

### A csoport
| Hely. | Csapat                  | M  | Gy | D | V | G+ | G– | Gk  | P  | Továbbjutás                         |     | Irán | Dél-Korea | Egyesült Arab Emírségek | Irak | Szíria | Libanon |
| ----- | ----------------------- | -- | -- | - | - | -- | -- | --- | -- | ----------------------------------- | --- | ---- | --------- | ----------------------- | ---- | ------ | ------- |
| 1.    | Irán                    | 10 | 8  | 1 | 1 | 15 | 4  | +11 | 25 | Kijutott a 2022-es világbajnokságra |     | —    | 1–1       | 1–0                     | 1–0  | 1–0    | 2–0     |
| 2.    | Dél-Korea               | 10 | 7  | 2 | 1 | 13 | 3  | +10 | 23 | Kijutott a 2022-es világbajnokságra |     | 2–0  | —         | 1–0                     | 0–0  | 2–1    | 1–0     |
| 3.    | Egyesült Arab Emírségek | 10 | 3  | 3 | 4 | 7  | 7  | 0   | 12 | A negyedik fordulóba jutott         |     | 0–1  | 1–0       | —                       | 2–2  | 2–0    | 0–0     |
| 4.    | Irak                    | 10 | 1  | 6 | 3 | 6  | 12 | −6  | 9  |                                     |     | 0–3  | 0–3       | 1–0                     | —    | 1–1    | 0–0     |
| 5.    | Szíria                  | 10 | 1  | 3 | 6 | 9  | 16 | −7  | 6  |                                     | 0–3 | 0–2  | 1–1       | 1–1                     | —    | 2–3    |         |
| 6.    | Libanon                 | 10 | 1  | 3 | 6 | 5  | 13 | −8  | 6  |                                     | 1–2 | 0–1  | 0–1       | 1–1                     | 0–3  | —      |         |

| 2021. szeptember 2. 20:00 (UTC+9) |

| Dél-Korea | 0–0         | Irak |
| --------- | ----------- | ---- |
|           | Jegyzőkönyv |      |

| Seoul World Cup Stadium, Szöul Nézőszám: 0 Játékvezető: Naváf Sukralláh (bahreini) |

| 2021. szeptember 2. 20:30 (UTC+4:30) |

| Irán            | 1–0               | Szíria |
| --------------- | ----------------- | ------ |
| Jahanbakhsh 56' | (0–0) Jegyzőkönyv |        |

| Azadi Stadium, Teherán Nézőszám: 0 Játékvezető: Ryuji Sato (japán) |

| 2021. szeptember 2. 20:45 (UTC+4) |

| Egyesült Arab Emírségek | 0–0         | Libanon |
| ----------------------- | ----------- | ------- |
|                         | Jegyzőkönyv |         |

| Zabeel Stadium, Dubaj Nézőszám: 1513 Játékvezető: Ma Ning (kínai) |

| 2021. szeptember 7. 20:00 (UTC+9) |

| Dél-Korea           | 1–0               | Libanon |
| ------------------- | ----------------- | ------- |
| Kwon Chang-hoon 59' | (0–0) Jegyzőkönyv |         |

| Suwon World Cup Stadium, Szuvon Nézőszám: 0 Játékvezető: Ryuji Sato (japán) |

| 2021. szeptember 7. 19:00 (UTC+3) |

| Szíria       | 1–1               | Egyesült Arab Emírségek |
| ------------ | ----------------- | ----------------------- |
| Al Baher 64' | (0–1) Jegyzőkönyv | Mabkhout 12'            |

| King Abdullah II Stadium, Ammán (Jordánia) Nézőszám: 2370 Játékvezető: Ahmed Al-Kaf (ománi) |

| 2021. szeptember 7. 21:00 (UTC+3) |

| Irak | 0–3               | Irán                                     |
| ---- | ----------------- | ---------------------------------------- |
|      | (0–1) Jegyzőkönyv | Jahanbakhsh 3' Táremi 69' Gholizadeh 90' |

| Khalifa International Stadium, Doha (Katar) Nézőszám: 0 Játékvezető: Ma Ning (kínai) |

| 2021. október 7. 20:00 (UTC+9) |

| Dél-Korea                           | 2–1               | Szíria      |
| ----------------------------------- | ----------------- | ----------- |
| Hwang In-beom 47' Son Heung-min 88' | (0–0) Jegyzőkönyv | Kharbin 83' |

| Ansan Wa~ Stadium, Anszan Nézőszám: 0 Játékvezető: Abdulramán al-Dzsasszím (katari) |

| 2021. október 7. 17:30 (UTC+3) |

| Irak | 0–0         | Libanon |
| ---- | ----------- | ------- |
|      | Jegyzőkönyv |         |

| Khalifa International Stadium, Doha (Katar) Nézőszám: 0 Játékvezető: Turki Al-Khudhayr (szaúd-arábiai) |

| 2021. október 7. 20:45 (UTC+4) |

| Egyesült Arab Emírségek | 0–1               | Irán       |
| ----------------------- | ----------------- | ---------- |
|                         | (0–0) Jegyzőkönyv | Táremi 70' |

| Zabeel Stadium, Dubaj Nézőszám: 3034 Játékvezető: Chris Beath (ausztrál) |

| 2021. október 12. 17:00 (UTC+3:30) |

| Irán            | 1–1               | Dél-Korea         |
| --------------- | ----------------- | ----------------- |
| Jahanbakhsh 76' | (0–0) Jegyzőkönyv | Son Heung-min 48' |

| Azadi Stadium, Teherán Nézőszám: 0 Játékvezető: Ahmed Al-Kaf (ománi) |

| 2021. október 12. 20:45 (UTC+4) |

| Egyesült Arab Emírségek | 2–2               | Irak                             |
| ----------------------- | ----------------- | -------------------------------- |
| Caio 34' Mabkhout 90+4' | (1–0) Jegyzőkönyv | Al-Attas 74' (öngól) Hussein 89' |

| Zabeel Stadium, Dubaj Nézőszám: 2820 Játékvezető: Ryuji Sato (japán) |

| 2021. október 12. 19:00 (UTC+3) |

| Szíria                   | 2–3               | Libanon                    |
| ------------------------ | ----------------- | -------------------------- |
| Kharbin 20' Al Somah 64' | (1–2) Jegyzőkönyv | Kdouh 45+1' 45+3' Saad 53' |

| King Abdullah II Stadium, Ammán (Jordánia) Nézőszám: 2377 Játékvezető: Chris Beath (ausztrál) |

| 2021. november 11. 20:00 (UTC+9) |

| Dél-Korea                     | 1–0               | Egyesült Arab Emírségek |
| ----------------------------- | ----------------- | ----------------------- |
| Hwang Hee-chan 36' (11-esből) | (1–0) Jegyzőkönyv |                         |

| Goyang Stadium, Gojang Nézőszám: 30 152 Játékvezető: Ma Ning (kínai) |

| 2021. november 11. 14:00 (UTC+2) |

| Libanon  | 1–2               | Irán                          |
| -------- | ----------------- | ----------------------------- |
| Saad 37' | (1–0) Jegyzőkönyv | Azmoun 90+1' Nourollahi 90+5' |

| Saida Municipal Stadium, Szidón Játékvezető: Abdulramán al-Dzsasszím (katari) |

| 2021. november 11. 20:00 (UTC+3) |

| Irak                     | 1–1               | Szíria       |
| ------------------------ | ----------------- | ------------ |
| Al-Ammari 86' (11-esből) | (0–0) Jegyzőkönyv | Al Somah 79' |

| Thani bin Jassim Stadium, Doha (Katar) Nézőszám: 50 Játékvezető: Naváf Sukralláh (bahreini) |

| 2021. november 16. 18:00 (UTC+3) |

| Irak | 0–3               | Dél-Korea                                                         |
| ---- | ----------------- | ----------------------------------------------------------------- |
|      | (0–1) Jegyzőkönyv | Lee Jae-sung 33' Son Heung-min 74' (11-esből) Jeong Woo-yeong 80' |

| Thani bin Jassim Stadium, Doha (Katar) Nézőszám: 0 Játékvezető: Ilgiz Tantashev (üzbegisztáni) |

| 2021. november 16. 18:00 (UTC+2) |

| Szíria | 0–3               | Irán                                             |
| ------ | ----------------- | ------------------------------------------------ |
|        | (0–2) Jegyzőkönyv | Azmoun 33' Hajsafi 42' (11-esből) Gholizadeh 89' |

| King Abdullah II Stadium, Ammán (Jordánia) Játékvezető: Ma Ning (kínai) |

| 2021. november 16. 14:00 (UTC+2) |

| Libanon | 0–1               | Egyesült Arab Emírségek |
| ------- | ----------------- | ----------------------- |
|         | (0–0) Jegyzőkönyv | Mabkhout 85' (11-esből) |

| Saida Municipal Stadium, Szidón Nézőszám: 0 Játékvezető: Shaun Evans (ausztrál) |

| 2022. január 27. 14:00 (UTC+2) |

| Libanon | 0–1               | Dél-Korea          |
| ------- | ----------------- | ------------------ |
|         | (0–1) Jegyzőkönyv | Cso Gjuszong 45+1' |

| Saida Municipal Stadium, Szidón Nézőszám: 5400 Játékvezető: Ahmed Al-Kaf (ománi) |

| 2022. január 27. 18:00 (UTC+3:30) |

| Irán       | 1–0               | Irak |
| ---------- | ----------------- | ---- |
| Táremi 48' | (0–0) Jegyzőkönyv |      |

| Azadi Stadium, Teherán Nézőszám: 9354 Játékvezető: Chris Beath (ausztrál) |

| 2022. január 27. 19:00 (UTC+4) |

| Egyesült Arab Emírségek  | 2–0               | Szíria |
| ------------------------ | ----------------- | ------ |
| Caio 43' Al Ghassani 70' | (1–0) Jegyzőkönyv |        |

| Al Maktoum Stadium, Dubaj Nézőszám: 2450 Játékvezető: Ilgiz Tantashev (üzbegisztáni) |

| 2022. február 1. 14:00 (UTC+2) |

| Libanon     | 1–1               | Irak        |
| ----------- | ----------------- | ----------- |
| Sabra 45+2' | (1–1) Jegyzőkönyv | Hussein 39' |

| Saida Municipal Stadium, Szidón Nézőszám: 6341 Játékvezető: Adham Makhadmeh (jordán) |

| 2022. február 1. 18:00 (UTC+4) |

| Szíria | 0–2               | Dél-Korea                            |
| ------ | ----------------- | ------------------------------------ |
|        | (0–0) Jegyzőkönyv | Kim Dzsinszu 53' Kwon Chang-hoon 71' |

| Rashid Stadium, Dubaj, (Egyesült Arab Emírségek) Nézőszám: 310 Játékvezető: Hiroyuki Kimura (japán) |

| 2022. február 1. 18:00 (UTC+3:30) |

| Irán       | 1–0               | Egyesült Arab Emírségek |
| ---------- | ----------------- | ----------------------- |
| Táremi 44' | (1–0) Jegyzőkönyv |                         |

| Azadi Stadium, Teherán Nézőszám: 0 Játékvezető: Ahmed Al-Kaf (ománi) |

| 2022. március 24. 20:00 (UTC+9) |

| Dél-Korea                           | 2–0               | Irán |
| ----------------------------------- | ----------------- | ---- |
| Szon Hungmin 45+2' Kim Jonggvon 62' | (1–0) Jegyzőkönyv |      |

| Seoul World Cup Stadium, Szöul Nézőszám: 64 375 Játékvezető: Chris Beath (ausztrál) |

| 2022. március 24. 14:00 (UTC+2) |

| Libanon | 0–3               | Szíria                                              |
| ------- | ----------------- | --------------------------------------------------- |
|         | (0–3) Jegyzőkönyv | Al Dali 14' Mardikian 38' (11-esből) Al Marmour 44' |

| Saida Municipal Stadium, Szidón Játékvezető: Abdulramán al-Dzsasszím (katari) |

| 2022. március 24. 20:00 (UTC+3) |

| Irak         | 1–0               | Egyesült Arab Emírségek |
| ------------ | ----------------- | ----------------------- |
| Al-Saedi 53' | (0–0) Jegyzőkönyv |                         |

| King Fahd International Stadium, Rijád, (Szaúd-Arábia) Játékvezető: Ma Ning (kínai) |

| 2022. március 29. 16:00 (UTC+4:30) |

| Irán                      | 2–0   | Libanon |
| ------------------------- | ----- | ------- |
| Azmun 35' Dzsahánbahs 72' | (1–0) |         |

| Imam Reza Stadium, Meshed Játékvezető: Fu Ming (kínai) |

| 2022. március 29. 17:45 (UTC+4) |

| Egyesült Arab Emírségek | 1-0   | Dél-Korea |
| ----------------------- | ----- | --------- |
| Al-Maazmi 54'           | (0-0) |           |

| Al Maktoum Stadium, Dubaj Játékvezető: Ahmed Al-Kaf (ománi) |

| 2022. március 29. 17:45 (UTC+4) |

| Szíria     | 1-1   | Irak        |
| ---------- | ----- | ----------- |
| Al Dali 3' | (1-1) | 31' Hussein |

| Rashid Stadium, Dubaj, (Egyesült Arab Emírségek) Játékvezető: Ryuji Sato (japán) |

### B csoport
| Hely. | Csapat       | M  | Gy | D | V | G+ | G– | Gk  | P  | Továbbjutás                         |     | Szaúd-Arábia | Japán | Ausztrália (ország) | Omán | Kína | Vietnám |
| ----- | ------------ | -- | -- | - | - | -- | -- | --- | -- | ----------------------------------- | --- | ------------ | ----- | ------------------- | ---- | ---- | ------- |
| 1.    | Szaúd-Arábia | 10 | 7  | 2 | 1 | 12 | 6  | +6  | 23 | Kijutott a 2022-es világbajnokságra |     | —            | 1–0   | 1–0                 | 1–0  | 3–2  | 3–1     |
| 2.    | Japán        | 10 | 7  | 1 | 2 | 12 | 4  | +8  | 22 | Kijutott a 2022-es világbajnokságra |     | 2–0          | —     | 2–1                 | 0–1  | 2–0  | 1–1     |
| 3.    | Ausztrália   | 10 | 4  | 3 | 3 | 15 | 9  | +6  | 15 | A negyedik fordulóba jutott         |     | 0–0          | 0–2   | —                   | 3–1  | 3–0  | 4–0     |
| 4.    | Omán         | 10 | 4  | 2 | 4 | 11 | 10 | +1  | 14 |                                     |     | 0–1          | 0–1   | 2–2                 | —    | 2–0  | 3–1     |
| 5.    | Kína         | 10 | 1  | 3 | 6 | 9  | 19 | −10 | 6  |                                     | 1–1 | 0–1          | 1–1   | 1–1                 | —    | 3–2  |         |
| 6.    | Vietnám      | 10 | 1  | 1 | 8 | 8  | 19 | −11 | 4  |                                     | 0–1 | 0–1          | 0–1   | 0–1                 | 3–1  | —    |         |

| 2021. szeptember 2. 19:15 (UTC+9) |

| Japán | 0–1               | Omán         |
| ----- | ----------------- | ------------ |
|       | (0–0) Jegyzőkönyv | Al-Sabhi 88' |

| Suita City Football Stadium, Suita Nézőszám: 4853 Játékvezető: Mohammed Abdulla Hassan Mohamed (Egyesült Arab Emírségekbeli) |

| 2021. szeptember 2. 21:00 (UTC+3) |

| Ausztrália                   | 3–0               | Kína |
| ---------------------------- | ----------------- | ---- |
| Mabil 24' Boyle 26' Duke 70' | (2–0) Jegyzőkönyv |      |

| Khalifa International Stadium, Doha (Katar) Játékvezető: Ko Hyung-jin (dél-koreai) |

| 2021. szeptember 2. 21:00 (UTC+3) |

| Szaúd-Arábia                                                       | 3–1               | Vietnám             |
| ------------------------------------------------------------------ | ----------------- | ------------------- |
| Al-Dawsari 55' (11-esből) Al-Shahrani 67' Al-Shehri 80' (11-esből) | (0–1) Jegyzőkönyv | Nguyễn Quang Hải 3' |

| Mrsool Park, Rijád Nézőszám: 8331 Játékvezető: Ilgiz Tantashev (üzbegisztáni) |

| 2021. szeptember 7. 19:00 (UTC+7) |

| Vietnám | 0–1               | Ausztrália |
| ------- | ----------------- | ---------- |
|         | (0–1) Jegyzőkönyv | Grant 43'  |

| Mỹ Đình National Stadium, Hanoi Játékvezető: Abdulramán al-Dzsasszím (katari) |

| 2021. szeptember 7. 18:00 (UTC+3) |

| Kína | 0–1               | Japán     |
| ---- | ----------------- | --------- |
|      | (0–1) Jegyzőkönyv | Osako 40' |

| Khalifa International Stadium, Doha (Katar) Játékvezető: Naváf Sukralláh (bahreini) |

| 2021. szeptember 7. 20:00 (UTC+4) |

| Omán | 0–1               | Szaúd-Arábia  |
| ---- | ----------------- | ------------- |
|      | (0–1) Jegyzőkönyv | Al-Shehri 42' |

| Sultan Qaboos Sports Complex, Maszkat Nézőszám: 8150 Játékvezető: Hanna Hattab (szíriai) |

| 2021. október 7. 20:00 (UTC+3) |

| Szaúd-Arábia    | 1–0               | Japán |
| --------------- | ----------------- | ----- |
| Al-Buraikan 71' | (0–0) Jegyzőkönyv |       |

| King Abdullah Sports City, Dzsidda Nézőszám: 51 218 Játékvezető: Adham Makhadmeh (jordán) |

| 2021. október 7. 21:00 (UTC+4) |

| Kína                              | 3–2               | Vietnám                             |
| --------------------------------- | ----------------- | ----------------------------------- |
| Zhang Yuning 53' Wu Lei 75' 90+5' | (0–0) Jegyzőkönyv | Hồ Tấn Tài 80' Nguyễn Tiến Linh 90' |

| Sharjah Stadium, Sardzsa (Egyesült Arab Emírségek) Játékvezető: Mohammed Abdulla Hassan Mohamed (Egyesült Arab Emírségekbeli) |

| 2021. október 7. 21:30 (UTC+3) |

| Ausztrália                  | 3–1               | Omán            |
| --------------------------- | ----------------- | --------------- |
| Mabil 9' Boyle 49' Duke 89' | (1–1) Jegyzőkönyv | R. Al-Alawi 28' |

| Khalifa International Stadium, Doha (Katar) Játékvezető: Naváf Sukralláh (bahreini) |

| 2021. október 12. 19:14 (UTC+9) |

| Japán                        | 2–1               | Ausztrália  |
| ---------------------------- | ----------------- | ----------- |
| Tanaka 8' Behich 85' (öngól) | (1–0) Jegyzőkönyv | Hrustic 70' |

| Saitama Stadium 2002, Szaitama Nézőszám: 14 437 Játékvezető: Abdulramán al-Dzsasszím (katari) |

| 2021. október 12. 20:00 (UTC+4) |

| Omán                                                   | 3–1                | Vietnám              |
| ------------------------------------------------------ | ------------------ | -------------------- |
| Al Sabhi 45+1' Al-Khaldi 49' Al-Yahyaei 63' (11-esből) | (1–1) [Jegyzőkönyv | Nguyễn Tiến Linh 39' |

| Sultan Qaboos Sports Complex, Maszkat Nézőszám: 9123 Játékvezető: Adham Makhadmeh (jordán) |

| 2021. október 12. 20:00 (UTC+3) |

| Szaúd-Arábia                     | 3–2               | Kína                    |
| -------------------------------- | ----------------- | ----------------------- |
| Al-Najei 15' 38' Al-Buraikan 72' | (2–0) Jegyzőkönyv | Aloísio 46' Vu Hszi 87' |

| King Abdullah Sports City, Dzsidda Nézőszám: 54 124 Játékvezető: Ilgiz Tantashev (üzbegisztáni) |

| 2021. november 11. 20:10 (UTC+11) |

| Ausztrália | 0–0         | Szaúd-Arábia |
| ---------- | ----------- | ------------ |
|            | Jegyzőkönyv |              |

| Western Sydney Stadium, Sydney Nézőszám: 23 314 Játékvezető: Ko Hyung-jin (dél-koreai) |

| 2021. november 11. 19:00 (UTC+7) |

| Vietnám | 0–1               | Japán   |
| ------- | ----------------- | ------- |
|         | (0–1) Jegyzőkönyv | Ito 17' |

| Mỹ Đình National Stadium, Hanoi Nézőszám: 11 022 Játékvezető: Mohammed Abdulla Hassan Mohamed (Egyesült Arab Emírségekbeli) |

| 2021. november 11. 19:00 (UTC+4) |

| Kína       | 1–1               | Omán          |
| ---------- | ----------------- | ------------- |
| Wu Lei 21' | (1–0) Jegyzőkönyv | Al-Harthi 75' |

| Sharjah Stadium, Sardzsa (Egyesült Arab Emírségek) Nézőszám: 1700 Játékvezető: Sivakorn Pu-udom (thaiföldi) |

| 2021. november 16. 19:00 (UTC+4) |

| Kína                  | 1–1               | Ausztrália |
| --------------------- | ----------------- | ---------- |
| Wu Lei 71' (11-esből) | (0–1) Jegyzőkönyv | Duke 38'   |

| Sharjah Stadium, Sardzsa (Egyesült Arab Emírségek) Játékvezető: Adham Makhadmeh (jordán) |

| 2021. november 16. 20:00 (UTC+4) |

| Omán | 0–1               | Japán   |
| ---- | ----------------- | ------- |
|      | (0–0) Jegyzőkönyv | Ito 81' |

| Sultan Qaboos Sports Complex, Maszkat Játékvezető: Ko Hyung-jin (dél-koreai) |

| 2021. november 16. 19:00 (UTC+7) |

| Vietnám | 0–1               | Szaúd-Arábia  |
| ------- | ----------------- | ------------- |
|         | (0–1) Jegyzőkönyv | Al-Shehri 31' |

| Mỹ Đình National Stadium, Hanoi Nézőszám: 9669 Játékvezető: Hanna Hattab (szíriai) |

| 2022. január 27. 20:10 (UTC+11) |

| Ausztrália                                      | 4–0               | Vietnám |
| ----------------------------------------------- | ----------------- | ------- |
| Maclaren 30' Rogic 45+2' Goodwin 72' McGree 76' | (2–0) Jegyzőkönyv |         |

| Melbourne Rectangular Stadium, Melbourne Nézőszám: 27 740 Játékvezető: Ko Hyung-jin (dél-koreai) |

| 2022. január 27. 19:00 (UTC+9) |

| Japán                        | 2–0               | Kína |
| ---------------------------- | ----------------- | ---- |
| Osako 13' (11-esből) Ito 61' | (1–0) Jegyzőkönyv |      |

| Saitama Stadium 2002, Szaitama Nézőszám: 11 753 Játékvezető: Abdulramán al-Dzsasszím (katari) |

| 2022. január 27. 20:15 (UTC+3) |

| Szaúd-Arábia    | 1–0               | Omán |
| --------------- | ----------------- | ---- |
| Al-Buraikan 48' | (0–0) Jegyzőkönyv |      |

| King Abdullah Sports City, Dzsidda Nézőszám: 47 364 Játékvezető: Naváf Sukralláh (bahreini) |

| 2022. február 1. 19:14 (UTC+9) |

| Japán                | 2–0               | Szaúd-Arábia |
| -------------------- | ----------------- | ------------ |
| Minamino 32' Ito 50' | (1–0) Jegyzőkönyv |              |

| Saitama Stadium 2002, Szaitama Nézőszám: 19 118 Játékvezető: Ko Hyung-jin (dél-koreai) |

| 2022. február 1. 19:00 (UTC+7) |

| Vietnám                                             | 3–1               | Kína         |
| --------------------------------------------------- | ----------------- | ------------ |
| Hồ Tấn Tài 9' Nguyễn Tiến Linh 16' Phan Văn Đức 76' | (2–0) Jegyzőkönyv | Xu Xin 90+7' |

| Mỹ Đình National Stadium, Hanoi Nézőszám: 6099 Játékvezető: Naváf Sukralláh (bahreini) |

| 2022. február 1. 20:00 (UTC+4) |

| Omán                     | 2–2               | Ausztrália                       |
| ------------------------ | ----------------- | -------------------------------- |
| Fawaz 54' 89' (11-esből) | (0–1) Jegyzőkönyv | Maclaren 15' (11-esből) Mooy 79' |

| Sultan Qaboos Sports Complex, Maszkat Nézőszám: 0 Játékvezető: Mohammed Abdulla Hassan Mohamed (Egyesült Arab Emírségekbeli) |

| 2022. március 24. 20:10 (UTC+11) |

| Ausztrália | 0–2               | Japán            |
| ---------- | ----------------- | ---------------- |
|            | (0–0) Jegyzőkönyv | Mitoma 89' 90+4' |

| Stadium Australia, Sydney Nézőszám: 41 852 Játékvezető: Naváf Sukralláh (bahreini) |

| 2022. március 24. 19:00 (UTC+7) |

| Vietnám | 0–1               | Omán         |
| ------- | ----------------- | ------------ |
|         | (0–0) Jegyzőkönyv | Al-Hajri 65' |

| Mỹ Đình National Stadium, Hanoi Játékvezető: Hanna Hattab (szíriai) |

| 2022. március 24. 19:00 (UTC+4) |

| Kína                       | 1–1               | Szaúd-Arábia    |
| -------------------------- | ----------------- | --------------- |
| Zhu Chenjie 82' (11-esből) | (0–1) Jegyzőkönyv | Al-Shehri 45+1' |

| Sharjah Stadium, Sardzsa (Egyesült Arab Emírségek) Játékvezető: Mohammed Abdulla Hassan Mohamed (Egyesült Arab Emírségekbeli) |

| 2022. március 29. 19:35 (UTC+9) |

| Japán       | 1-1               | Vietnám               |
| ----------- | ----------------- | --------------------- |
| Yoshida 55' | (0-1) Jegyzőkönyv | 19' Nguyễn Thanh Bình |

| Saitama Stadium 2002, Szaitama Nézőszám: 44.600 Játékvezető: Ilgiz Tantashev (üzbegisztáni) |

| 2022. március 29. 20:00 (UTC+4) |

| Omán                   | 2-0               | Kína |
| ---------------------- | ----------------- | ---- |
| Ál-Áláwi 12' Fáwáz 74' | (1-0) Jegyzőkönyv |      |

| Sultan Qaboos Sports Complex, Maszkat Játékvezető: Ko Hyung-jin (dél-koreai) |

| 2022. március 29. 21:00 (UTC+3) |

| Szaúd-Arábia              | 1-0               | Ausztrália |
| ------------------------- | ----------------- | ---------- |
| al-Dausári 65' (11-esből) | (0-0) Jegyzőkönyv |            |

| King Abdullah Sports City, Dzsidda Játékvezető: Adham Makhadmeh (jordán) |